# Olav Bergene
Olav Bergene (nacido el 5 de marzo de 1975) es un músico noruego de black metal conocido como Ravn, que en la actualidad es el vocalista de 1349. Bergene ha permanecido en la banda desde su formación en 1997 después de que su anterior banda, Alvheim se disolviera. También ha colaborado con la banda suiza Celtic Frost.

## Discografía

### 1349
- 1999: Chaos Preferred (demo)
- 2001: 1349 (EP)
- 2003: Liberation (de estudio)
- 2004: Beyond the Apocalypse (de estudio)
- 2005: Hellfire (de estudio)
- 2009: Revelations of the Black Flame (de estudio)
- 2010: Demonoir (2010)(de estudio)

### Celtic Frost
- 2006: Monotheist (de estudio)